# Bihari-sík Tájvédelmi Körzet
A Bihari-sík Tájvédelmi Körzet a Berettyó és a Sebes-Körös folyók vidékén 1998-ban létrehozott tájvédelmi körzet, mely számos kisebb-nagyobb területdarabon fekszik 33 Hajdú-Bihar vármegyei község közigazgatási területén szétszórtan. Területe 2014 végén 17 141 hektár volt, természetvédelmi kezelője a Hortobágyi Nemzeti Park igazgatósága.

## Fekvése
A tájvédelmi körzet védett területei a Püspökladány, Berettyóújfalu, Komádi, és Füzesgyarmat által határolt területen találhatók. A környezetvédelmi és területfejlesztési miniszter 4/1998. (II.20.) KTM rendeletével védetté nyilvánított a funkcionális és a kapcsolódó térségben 17 095 hektár kiterjedésű terület Bihari-sík Tájvédelmi Körzet elnevezéssel, melyek a legnagyobb védelmi fokozat alatt állnak. A tájvédelmi körzet több egységből áll: Ölyvös-Barát-ér és környéke, Tépe környéki legelők, Bihari-legelő Természetvédelmi Terület bővítése, Darvasi túzokos telep, Szöcsködi legelő, Zsáka és Mezősas között húzódó szikesek, Furtai Veres-hát, Csátó és Csipszila Furtán, Ásvány-puszta, Pocsaji-kapu, Kismarjai szikes gyep, Bojti rét, Bojti Lányi-legelő, Hencidai Miklós-erdő részlete, Nagykereki Limbus-legelő, Sárándi Szilas-legelő, Derecske-Tépe környéki legelő, Konyári Békarívás és Kerek-szik, Berekböszörményi Szilhát, Földesi szikesek, Esztári Nagyszéksós és környéke.
A tájvédelmi körzet mozaikdarabjai négy nagyobb tájegységbe sorolhatók.

### Nagy- és Kis-Sárrét
Sárrétnek nevezték azt a mocsárvilágot, amely a lecsapolási munkák előtt a területet elborította. Ma már csak a Hamvas- és Sárrét-csatorna egyes szakaszai emlékeztetnek a hajdani viszonyokra. Az időszakos vízállások és halastavak adnak otthont a vonuló és fészkelő madarak tömegeinek. Megfigyelhető a bíbic, a nyári lúd, a függőcinege, a ragadozó madarak közül a halászsas, a rétisas. Az erdőkben védett orchideákkal találkozhatunk, a békakonttyal és a kardos madársisakkal. Itt él a ritka keleti ibolya is.

### A Berettyó és a Kálló köze
A pocsaji morotvában értékes állat és növényvilág él. A közelben találták meg a magyar látonya élőhelyét. A gyengén szikesedő mocsárréteken az elegáns kosbor és a korcs nőszirom él. Itt költ a haris. A löszpusztákon jellemző növénye a kunkorgó árvalányhaj és az agárkosbor.

### Érmellék
Jellegzetes hordalékkúp síkság, amelyen békászó sas vadászik és hamvas rétihéja költ.

### Bihari-sík
A nyílt vízfelületeken megfigyelhető a kis vöcsök, a nádasban nádirigó és a cserregő nádiposzáta. A hencidai Miklós-erdőben él a sziki kocsord, az erdélyi útifű. A bihari puszták legjelentősebb természeti értéke a túzok.

## Jellemzői
A Bihari-sík tájvédelmi körzet is az utolsó, még többé-kevésbé természetes állapotú területek foltjainak hálózata, amelyeket mezőgazdasági területek választanak el egymástól. Ezek a védett területek jellemzően kisebb-nagyobb gyepfoltok, természetközeli állapotban megmaradt legelők, szikes, mezőgazdaságilag nehezen hasznosítható területek és alacsonyabb fekvésű nedves rétek, mocsárrétek. A védett területek hűen őrzik az Alföld valaha volt tájképének lenyomatát, és – igen gyakran a fokozottan védett, értékes fajoknak élőhelyet biztosítva. A védetté nyilvánítás célja a Körös-vidék részét képező sajátos természeti, táji és kulturális arculattal rendelkező kistáj értékeinek védelme. A terület földtani, hidrológiai értékei, az ősgyepek és az egykori természetes erdővegetáció maradványai változatos fajösszetételű növény- és állatvilág fennmaradását tették lehetővé. Különösen értékes a terület nemzetközi jelentőségű túzokállománya.

## Növény- és állatvilág

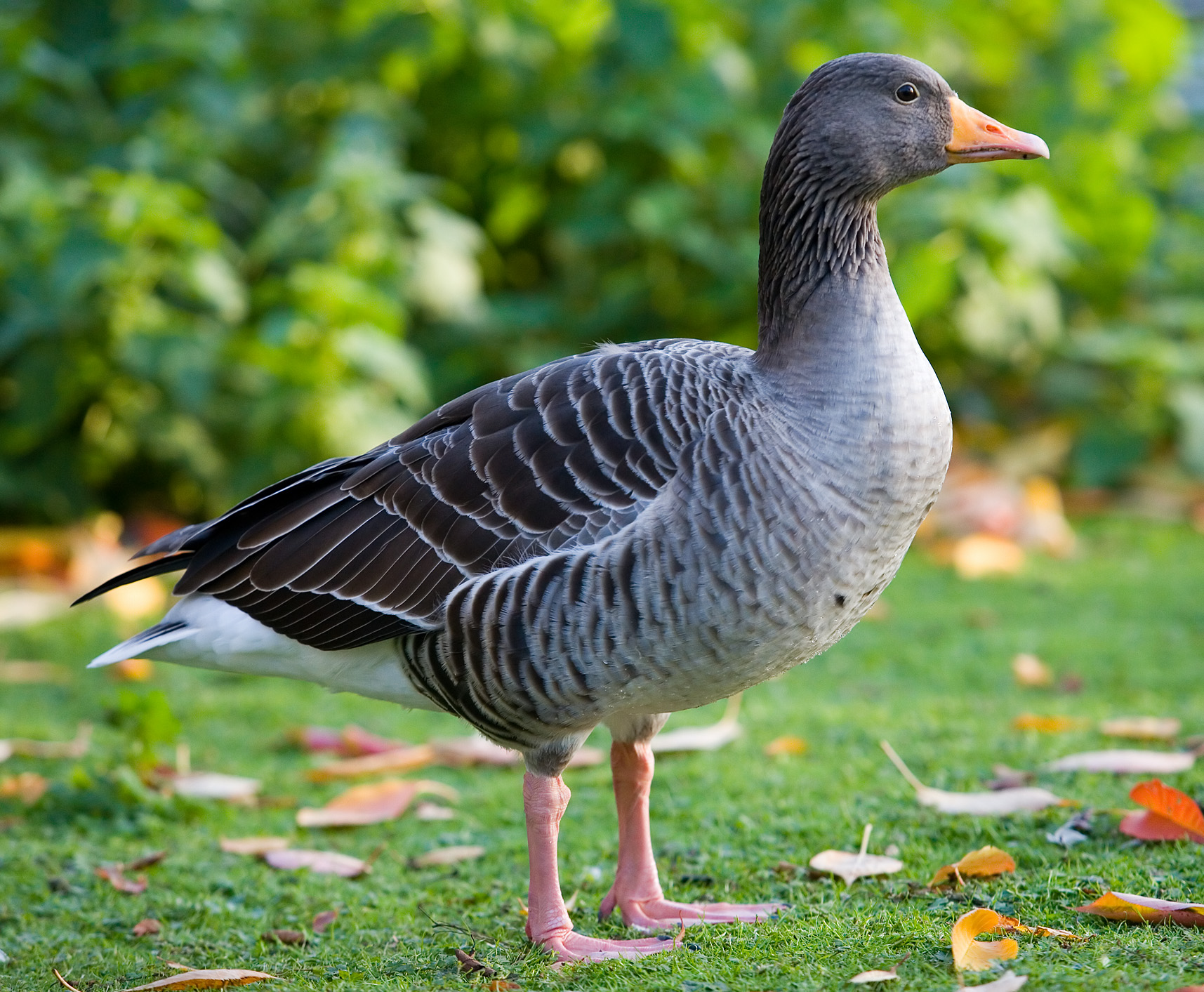
Nyári lúd

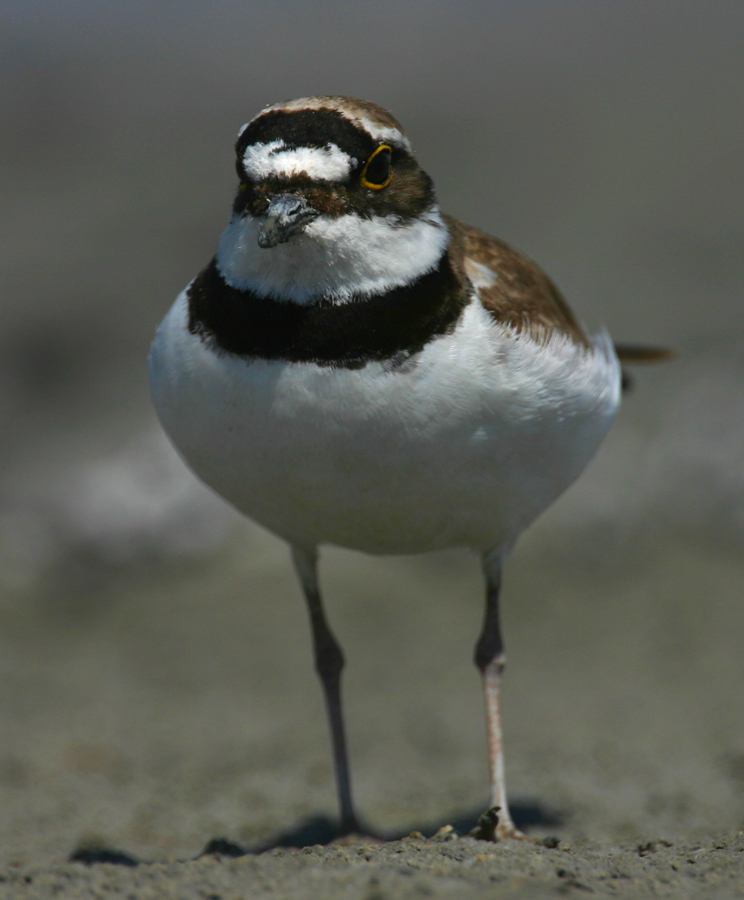
Kis lile

A botanikai jelentőségét a térségnek az adja, hogy több flórajárás itt találkozik, ezért ritkaságok jelennek meg (orchideafélék, korcs nőszirom, kornistárnics. Még megtalálhatóak a hegyekből érkező hűvöset kedvelő fajok, ugyanakkor a dél-alföldi szikesek jellegzetes képviselői is, amelyek máshol ilyen közel egymáshoz nem fordulnak elő.
A legelők, vizes élőhelyek, erdőfoltok nagy aránya kedvezett az értékes rovar és hüllőpopulációk fennmaradásának is. Ahol a vízi világ megőrződött, a Sebes-Körös, Berettyó, Kék-Kálló egyes szakaszai mentén, ott nemzetközi mércével mérve is gazdag állatvilág található. Legértékesebb képviselői a különböző vízi- és ragadozó madarak. A terület legértékesebb lápja a Pocsaj melletti Ős-Ér meder, több ritka, a jégkorszakból visszamaradt növényfajt őriz. A szikes legelőkön, mocsaras réteken megtalálható hazánk egyik legértékesebb madara, a túzok, az elszórt facsoportokban pedig olyan fokozottan védett ragadozók költenek, mint a kerecsen, vagy a pusztai ölyv. A legelők, facsoportok nagy száma lehetőséget teremtett az átlagosnál gazdagabb vadvilág a vaddisznó, szarvas, őz és a különböző apróvadak fennmaradásának is.

### Védett állatok
- szarvasbogár
- rézsikló
- homoki gyík
- mocsári teknős
- nyári lúd
- erdei fülesbagoly
- vörös vércse
- egerészölyv
- kis lile
- fehér gólya
- kék vércse
- kis kócsag
- túzok
- békászó sas
- fattyúszerkő
- ürge
- csonkafülű denevér

### Védett növények
- magyar látonya
- pompás kosbor
- réti iszalag
- tavaszi hérics
- korcs nőszirom
- erdélyi útifű
- kornistárnics
- zergevirág
- sziki kocsord

## Kulturális értékek
A természetvédelmi terület kultúrtörténeti és néprajzi értékének körébe tartozik az egyedülálló népi kismesterségek (szűrkészítés, hímzés stb.), pásztorélettel kapcsolatos épületek (hodályok, gémeskutak), ősi településszerkezetet megőrző, hagyományos parasztportákból álló faluképek (kis utcácskák, faragott fejfás temetők, régi „kőlábas” parasztházak régi gazdasági épületekkel. A területen sok régészeti lelőhely is található. Pocsaj környékén őskori földvár maradványok találhatóak, közülük az egyik szabályos négyszög alakját és kettős sáncrendszerét máig megőrizte.

## Külső hivatkozások
- A Hortobágyi Nemzeti Park honlapja
- A Hortobágyi Nemzeti Park honlapja - A Bihari-sík TK leírása
- Magyar Madártani és Természetvédelmi Egyesület - Bihari-sík